# Wild Youth (gruppo musicale)
I Wild Youth sono un gruppo musicale irlandese formato a Dublino nel 2016 da David Whelan, Ed Porter, Conor O'Donohoe e Callum McAdam.
Hanno rappresentato l'Irlanda all'Eurovision Song Contest 2023 con il brano We Are One.

## Storia
I Wild Youth si sono formati nel 2016 da un gruppo di amici di Dublino. Nel 2017 hanno pubblicato il singolo di debutto All or Nothing, che ha ottenuto un discreto successo, portandoli ad aprire alcuni concerti di Zara Larsson e Niall Horan. A dicembre 2017 hanno incontrato all'evento 2FM Xmas Ball Danny O'Donoghue di The Script, che è diventato loro mentore, portandoli a registrare nuova musica a Londra e ad aprire i concerti europei dei Kodaline.
Nel 2018 il singolo Can't Move On ha raggiunto la 59ª posizione della Irish Singles Chart, il primo ingresso in classifica per i Wild Youth. Il singolo successivo, Making Me Dance, si è fermato al 73º posto. A gennaio 2019 è uscito il loro primo EP, The Last Goodbye, che ha esordito alla 5ª posizione nella classifica irlandese degli album.
Nel febbraio 2023 i Wild Youth hanno partecipato a Eurosong, il programma di selezione irlandese per l'Eurovision Song Contest, dove hanno presentato l'inedito We Are One. Si sono classificati al primo posto, diventando di diritto i rappresentanti irlandesi sul palco eurovisivo a Liverpool. Nel maggio successivo si sono esibiti durante la prima semifinale della manifestazione europea, senza però a qualificarsi per la finale.

## Formazione
- David Whelan – voce, chitarra
- Ed Porter – voce, chitarra
- Conor O'Donohoe – voce, tastiera
- Callum McAdam – batteria

## Discografia

### EP
- 2019 – The Last Goodbye
- 2021 – Forever Girl

### Singoli
- 2017 – All or Nothing
- 2017 – Lose Control
- 2018 – Can't Move On
- 2019 – Making Me Dance
- 2019 – Long Time No See
- 2020 – Next to You
- 2020 – Through the Phone
- 2021 – Champagne Butterflies
- 2021 – Can't Say No
- 2022 – Seventeen
- 2022 – Live Without You
- 2023 – We Are One